# Солид Снейк
Солид Снейк (яп. ソリッド・スネーク Сориддо Сунэ:ку, англ. Solid Snake) — герой серии японских компьютерных игр Metal Gear. Дебют как персонажа состоялся в 1987 году в компьютерной игре Metal Gear на платформе MSX.
По сюжету большинства проектов Снейк, обладающий навыками шпиона, солдата и специального агента, должен проникнуть на военную базу и выполнить поставленную руководством задачу — подобная завязка обычно диктуется особой стелс-составляющей игрового процесса. Обычно Снейк действует в одиночку, поддерживаемый группой разноплановых специалистов по рации. У героя имеется свой инвентарь (некоторые предметы которого часто переходят из игры в игру), небольшой арсенал (вместительность которого обычно не обозначена) и особый радар, отмечающий положение противников и схематичную карту уровня (присутствует в серии не всегда, кроме того, обычно недоступен на высоких уровнях сложности).
В японских релизах персонажа озвучивал актёр Акио Оцука, а в англоязычных — сценарист Дэвид Хейтер.
Солид Снейк является одним из самых узнаваемых персонажей игровой индустрии.

## Появления

### Metal Gear
В игре Metal Gear Снейк является новичком элитного подразделения FOXHOUND, отправленным командиром отряда Биг Боссом (англ. Big Boss) в свежеобразованное государство наёмников Внешний Рай (англ. Outer Heaven) на поиски попавшего в плен оперативника Грей Фокса (англ. Gray Fox). По ходу задания Снейк сталкивается с различными оппонентами и в конце сражается с особым типом ходячего танка, Metal Gear, после победы над которым герою приходится противостоять своему бывшему начальнику и главе Outer Heaven Биг Боссу, планировавшему использовать Metal Gear как платформу для запуска ракет с ядерной начинкой.

### Metal Gear: Snake’s Revenge
В игре Metal Gear: Snake's Revenge, продолжении, сделанном без участия главного дизайнера серии Хидэо Кодзимы, лейтенант Солид Снейк поставлен во главу отряда диверсантов FOXHOUND и должен проникнуть на охраняемую базу, где разрабатывается очередная модель Metal Gear. Большинство членов команды Снейка гибнет или попадает в плен — герою вновь приходится действовать в одиночку. В игре был сделан больший упор на аркадность и меньший на сюжетную составляющую ― в результате поклонники оригинального Metal Gear были сильно разочарованы проектом, который впоследствии не был включён в официальную хронологию сериала.

### Metal Gear 2: Solid Snake
Игра Metal Gear 2: Solid Snake, вышедшая позднее, развивала идеи, заложенные в Metal Gear. По её сюжету Снейку предстояло провести операцию по спасению ученого Кио Марва (англ. Kio Marv) в стране Занзибар (англ. Zanzibar Land), вновь встретиться с Грей Фоксом и Биг Боссом, победить их и уничтожить Metal Gear D. Выполнив это задание, Снейк уходит в отставку и решает продолжить свою жизнь в уединении, поселившись на Аляске.

### Metal Gear Solid
Сюжет игры Metal Gear Solid, изданной в 1998 году, продолжает историю, рассказанную в Metal Gear 2: Solid Snake. После событий в Занзибаре Снейк становится отшельником и живёт в Аляске. Там его находит полковник Рой Кемпбелл (Roy Campbell), старый знакомый и бывший командир героя, и уговаривает принять участие в антитеррористической операции на острове Shadow Moses, на котором расположена база по утилизации ядерного оружия, захваченная подразделением FOXHOUND и группой солдат Next Generation Special Forces.
Снейк проникает на базу, встречается с Мерил Сильвербёрг (англ. Meryl Silverburgh) и Хэлом «Отаконом» Эммерихом (англ. Hal "Otacon" Emmerich), получает от них помощь, сражается и побеждает членов FOXHOUND, уничтожает Metal Gear REX и узнаёт правду о своём происхождении от Ликвида Снейка (англ. Liquid Snake), который затем погибает (как и ранее двое заложников) от особого нано-вируса FOXDIE.

### Metal Gear Solid 2: Sons of Liberty
Сиквел Metal Gear Solid, выпущенный в 2001 году рассказывает о дальнейшей судьбе некоторых героев серии. Снейк теперь является членом организации «Филантропия», выступающей за снятие с вооружения Metal Gear'-ов, чертежи которых стали общедоступными после событий на Shadow Moses благодаря Револьверу Оцелоту (Revolver Ocelot). Используя стелс-камуфляж, герой проникает на танкер Discovery, перевозящий Metal Gear RAY, особую машину-амфибию, разработанную корпусом морской пехоты США. Вскоре на корабль высаживается русский спецназ, ведомый Сергеем Горлуковичем и Оцелотом, который методично вырезает всю команду, постепенно продвигаясь к трюмам. Кульминация наступает когда Оцелот, предавший своих товарищей и захвативший контроль над Metal Gear RAY, пытается убить Снейка. В результате развороченный танкер тонет и дальнейшая судьба героя остаётся неизвестной.
Во второй части игры Снейк неиграбелен, и игрок, управляющий новым персонажем Райденом, как бы наблюдает за его действиями со стороны. События разворачиваются на Биг Шелл (Big Shell), прибрежной платформе по очистке воды, построенной на месте затонувшего танкера из первой части, которую захватила группа специалистов из антитеррористического подразделения Dead Cell. Ситуация осложняется тем, что в заложники был захвачен действующий президент США с ядерным чемоданчиком. Снейк представляется Райдену как лейтенант Плискин и оказывает поддержку как по рации, так и огнём. Позднее, встретившись с лидером террористов Солидусом Снейком (Solidus Snake) и столкнувшись с очередным предательством Оцелота, герой бросается за Ликвидом (Liquid Snake), овладевшим разумом Револьвера посредством руки и пытающимся скрыться на прототипе Metal Gear RAY.

### Metal Gear Solid 4: Guns of the Patriots
В Metal Gear Solid 4: Guns of the Patriots Солид Снейк теперь имеет прозвище Олд Снейк. Снейк стареет с большой скоростью, так как он является клоном. Наоми подтверждает это в своем тесте.
Солид Снейк был рожден при обстоятельствах искусственного оплодотворения и вмешательства генной инженерии в генетику человека — с целью корректировки ДНК и клонирования генов. В результате из-за генетического вмешательства и нарушения генетической программы (генетического дефекта) у Солида Снейка к 40 годам начала прогрессировать прогерия. Цитата: «Отакон: Дряблая кожа, затвердевшие артерии…Симптомы твоего раннего старения очень напоминают синдром Вернера…»

### СерияMetal Gear AC!D
В первой игре герой проникает в лабораторию Лобито (англ. Lobito Physics and Research Laboratory), чтобы забрать «Пифагор» (англ. Pythagoras), таинственный проект, который требуют террористы, захватившие самолёт с вероятным кандидатом в президенты США. Вместе с напарницей Телико (англ. Teliko) Снейку также предстоит уничтожить Metal Gear KODOQUE, очередную модификацию Metal Gear.
В Metal Gear AC!D 2 потерявший память Снейк вместе с друзьями оказывается арестованным по обвинению в убийстве президента Республики Серена (англ. Serena Republic). В обмен на свободу, герою поручается проникнуть в лабораторию SaintLogic, чтобы выяснить детали военных экспериментов, проводившихся там. Встретившись с Венерой (англ. Venus), главной героиней, и продвигаясь вглубь базы, Снейк узнаёт новые детали своего прошлого. Героям приходится противостоять восстановленному Metal Gear KODOQUE и новой модификации под названием Metal Gear Chaioth Ha Qadesh.

### В других проектах
- Солид Снейк также отметился присутствием в некоторых других играх Konami.
- Снейк также присутствует в обеих частях кроссовера Metal Gear x Ape Escape: обезьяны из Ape Escape являются врагами в режиме Snake vs. Monkey в Metal Gear Solid 3: Snake Eater, а ещё в Mesal Gear Solid, мини-игре в Ape Escape 3, вместе с обезьяной Pipo Snake.
- Он также является играбельным в некоторых файтингах-кроссоверах. Например в DreamMix TV World Fighters вместе с другими third-party-персонажами, такими как Бомбермэн и Оптимус Прайм, и дважды появлялся в Super Smash Bros.
- В 2011 году фанаты компьютерной игры Call of Duty: Modern Warfare 2 создали небольшой пародийный сериал Modern War Gear Solid, в котором Снейк работает вместе с персонажем Call of Duty Гоустом.

## Критика и отзывы
- Солид Снейк получил 4 место в списке пятидесяти лучших персонажей компьютерных игр по версии книги рекордов Гиннесса[7]